# Tyrrell DG016
Chronologie des modèles (1987)
Tyrrell 015 Tyrrell 017
La Tyrrell DG016 est une monoplace de Formule 1 engagée par l'écurie britannique Tyrrell Racing dans le cadre du championnat du monde de Formule 1 1987. Elle est pilotée par le Britannique Jonathan Palmer et le Français Philippe Streiff. Elle est mue par un moteur V8 Ford-Cosworth. Il s'agit de la seule monoplace conçue par Tyrrell à avoir une dénomination commençant par DG, pour symboliser le partenariat conclu avec la société Data General.

## Historique
La Tyrrell DG016 se distingue par une imposante prise d'air destinée à refroidir un moteur V8 Ford-Cosworth, préparé par Hart. Cette saison 1987 est caractérisée par la cohabitation entre les moteurs turbocompressés, équipant la plupart des écuries, et les moteurs atmosphériques, dévolus aux équipes les plus modestes. Tyrrell apparaît alors comme la grande favorite pour remporter le Trophée Colin Chapman, récompensant la meilleure écurie de cette catégorie.
Tyrrell se fait remarquer en piste lors du Grand Prix de Belgique, troisième manche du championnat, disputée sur le circuit de Spa-Francorchamps :  en haut de la montée qui mène aux Combes, lors du premier tour, Philippe Streiff perd le contrôle de sa monoplace qui se fracasse contre le rail de sécurité et se coupe en deux au niveau de la jonction entre la coque et le moteur. Son équipier Jonathan Palmer, qui le suivait, tourne à gauche gauche et percute les restes de la DG016 de Streiff, qui en sorte indemne et prend part au second départ : il termine neuvième et dernier de l'épreuve, à quatre tours du vainqueur Alain Prost (McLaren),.
À Monaco, le Français encastre sa voiture dans le rail, en début de course, à la suite d'un problème de freins, tandis que Palmer termine cinquième, marquant les premiers points de son écurie pour cette saison. En France, Streiff marque le point de la sixième place.
Pour le Grand Prix d'Allemagne, la Tyrrell DG016 arbore un nouvel aileron arrière, des soubassements et des extracteurs modifiés. Cette manche permet à Streiff et Palmer de réaliser leur meilleur résultat de la saison, en franchissant l'arrivée en quatrième et cinquième positions,.
En Autriche, dixième manche de la saison, Tyrrell remporte le Trophée Colin Chapman puisqu'elle ne peut plus être rattrapée par les autres équipes de ce classement, Larrousse, AGS, March Engineering et Coloni. La victoire est d'autant plus facile que Tyrrell est la seule équipe à aligner deux voitures à chaque course. Jonathan Palmer remporte quant à lui le Trophée Jim Clark des pilotes concourant en catégorie des moteurs atmosphériques, devant son équipier Philippe Streiff, à l'issue du Grand Prix du Japon, avant-dernière manche du championnat.
Au terme de la saison, Tyrrell se classe sixième du championnat du monde des constructeurs, avec onze points. Jonathan Palmer est onzième du championnat du monde des pilotes avec sept points, tandis que Philippe Streiff est quinzième avec quatre points.

## Résultats en championnat du monde de Formule 1
| Saison | Écurie                    | Moteur               | Pneus    | Pilotes          | Courses | Courses | Courses | Courses | Courses | Courses | Courses | Courses | Courses | Courses | Courses | Courses | Courses | Courses | Courses | Courses | Points inscrits | Classement |
| Saison | Écurie                    | Moteur               | Pneus    | Pilotes          | 1       | 2       | 3       | 4       | 5       | 6       | 7       | 8       | 9       | 10      | 11      | 12      | 13      | 14      | 15      | 16      | Points inscrits | Classement |
| ------ | ------------------------- | -------------------- | -------- | ---------------- | ------- | ------- | ------- | ------- | ------- | ------- | ------- | ------- | ------- | ------- | ------- | ------- | ------- | ------- | ------- | ------- | --------------- | ---------- |
| 1987   | Data General Team Tyrrell | Ford-Cosworth DFZ V8 | Goodyear |                  | BRÉ     | SMR     | BEL     | MON     | DET     | FRA     | GBR     | ALL     | HON     | AUT     | ITA     | POR     | ESP     | MEX     | JAP     | AUS     | 11              | 6e         |
| 1987   | Data General Team Tyrrell | Ford-Cosworth DFZ V8 | Goodyear | Jonathan Palmer  | 10e     | Abd     | Abd     | 5e      | 11e     | 7e      | 8e      | 5e      | 7e      | 14e     | 14e     | 10e     | Abd     | 7e      | 8e      | 4e      | 11              | 6e         |
| 1987   | Data General Team Tyrrell | Ford-Cosworth DFZ V8 | Goodyear | Philippe Streiff | 11e     | 8e      | 9e      | Abd     | Abd     | 6e      | Abd     | 4e      | 9e      | Abd     | 12e     | 12e     | 7e      | 8e      | 12e     | Abd     | 11              | 6e         |

Légende : ici 

## Résultats du Trophée Colin Chapman
En 1987, les écuries Tyrrell, Larrousse, AGS, March Engineering et Coloni, toutes équipées d'un moteur Ford, participent au trophée Colin Chapman dédié aux équipes utilisant un moteur atmosphérique. Tyrrell remporte ce trophée, avec 169 points
Jonathan Palmer et Philippe Streiff, éligibles au trophée Jim Clark récompensant le meilleur pilote utilisant un bloc atmosphérique, sont respectivement premier avec 95 points et deuxième avec 74 points.
| Saison | Écurie                    | Moteur               | Pneus    | Pilotes          | Courses | Courses | Courses | Courses | Courses | Courses | Courses | Courses | Courses | Courses | Courses | Courses | Courses | Courses | Courses | Courses | Points inscrits | Classement |
| Saison | Écurie                    | Moteur               | Pneus    | Pilotes          | 1       | 2       | 3       | 4       | 5       | 6       | 7       | 8       | 9       | 10      | 11      | 12      | 13      | 14      | 15      | 16      | Points inscrits | Classement |
| ------ | ------------------------- | -------------------- | -------- | ---------------- | ------- | ------- | ------- | ------- | ------- | ------- | ------- | ------- | ------- | ------- | ------- | ------- | ------- | ------- | ------- | ------- | --------------- | ---------- |
| 1987   | Data General Team Tyrrell | Ford-Cosworth DFZ V8 | Goodyear |                  | BRÉ     | SMR     | BEL     | MON     | DET     | FRA     | GBR     | ALL     | HON     | AUT     | ITA     | POR     | ESP     | MEX     | JAP     | AUS     | 169             | Champion   |
| 1987   | Data General Team Tyrrell | Ford-Cosworth DFZ V8 | Goodyear | Jonathan Palmer  | 1er     | Abd     | Abd     | 1er     | 1er     | 2e      | 1er     | 2e      | 1er     | 3e      | 3e      | 2e      | Abd     | 2e      | 1er     | 1er     | 169             | Champion   |
| 1987   | Data General Team Tyrrell | Ford-Cosworth DFZ V8 | Goodyear | Philippe Streiff | 2e      | 1er     | 2e      | Abd     | Abd     | 1er     | Abd     | 1er     | 2e      | Abd     | 1er     | 3e      | 2e      | 3e      | 2e      | Abd     | 169             | Champion   |

Légende : ici 